# 喬治王灣 (福克蘭群島)

喬治王灣（英語：King George Bay），是南極洲的海灣，位於福克蘭群島，處於喬治王島南岸，寬10公里，在1820年1月24日由英國探險隊命名，現時由南極條約體系管理。